# 西都原古墳群
西都原古墳群（さいとばるこふんぐん）は、宮崎県西都市三宅・童子丸・右松にある古墳群。国の特別史跡に指定されている。
標高70メートル程の洪積層の台地上に分布する日本最大級の古墳群である。第81号墳を現状最古として、4世紀初頭から7世紀前半にかけての築造と推定されている。

## 概要
現在、高塚墳319基が現存し、その内訳は前方後円墳31基、方墳2基、円墳286基であるが、他に横穴墓が10基、南九州特有の地下式横穴墓が12基確認されている。
1912年（大正元年）から1917年（大正6年）にかけて日本で初めて本格的学術調査が行われた地としても有名である。調査は1912年（大正元年）12月25日から翌1913年（大正2年）1月6日に第1次調査、同年5月に第2次調査、1914年（大正3年）8月に第3次調査、1915年（大正4年）1月に第4次調査、1916年（大正5年）1月に第5次調査、同年12月から翌1917年（大正6年）1月に第6次調査が実施された。
1914年（大正3年）、出土品を収蔵するため宮崎県立史跡研究所が設立された。同研究所は後に市に移管され、1952年（昭和27年）に博物館法指定を受けた西都市立博物館となった時期を経て、現在は再び県立の西都原考古博物館として出土品の保管と展示を行っている。
1934年（昭和9年）に国の史跡に、1952年（昭和27年）に国の特別史跡に指定され、1966年（昭和41年）から1968年（昭和43年）にかけて、風土記の丘第1号として整備が進められた。

## 分布
西都原古墳群は地形的に西都原台地上と、西都原台地と市街地との間に位置する中間台地上の二地域に区分でき、その中で更に11の集団、あるいは10～13の支群に分けることができる。

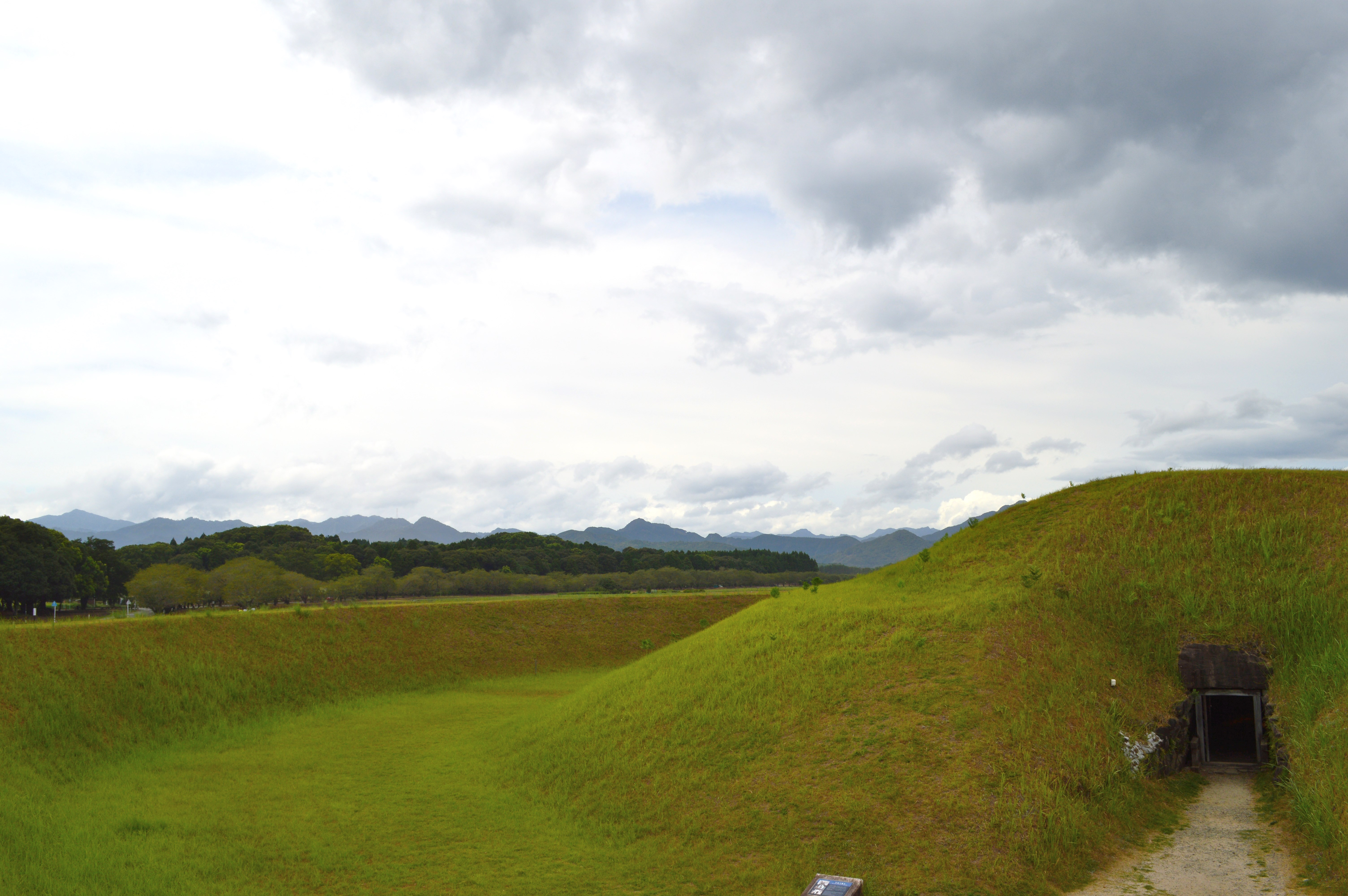
手前に鬼の窟古墳、左奥に男狭穂塚・女狭穂塚を遠望

### 西都原台地上
- 第一集団（第1-A支群・第1-B支群）

台地の東南部地帯。古墳群内で最大の群集地域。前方後円墳7基を含む計91基。姫塚（202号墳）など。
- 第二集団（第2-A支群）

台地の東側縁辺部に一列に形成。前方後円墳10基を含む計36基。
- 第三集団（第2-B支群・第3-A支群・第3-B支群）

台地の北部に形成。前方後円墳1基を含む計86基。
- 第四集団（丸山支群）

台地上でも一段高い丸山丘陵の東側裾部に築かれた「男狭穂塚古墳」「女狭穂塚古墳」とその陪塚。
- 第五集団（第1-B支群）

台地のほぼ中央に位置する、古墳群内唯一の横穴式石室墳「鬼の窟古墳（206号墳）」とその周辺の3基。1995年（平成7年）の調査で横穴墓（酒元ノ上横穴墓群）も確認。
- 第六集団（寺原第1支群）

台地の西側、寺原丘陵一帯に築かれた古墳。前方後円墳3基を含む計16基。
- 第七集団（寺原第2支群）

寺原集落地域内の古墳。前方後円墳1基を含む計12基。ただし、この前方後円墳は道路によって切断されている。

### 中間台地上
- 第八集団（堂ヶ島支群）

堂ヶ島微高地・童子丸台地上一帯の円墳。
- 第九集団（鷲田支群）

宮崎県立妻高等学校及び日向国分寺のある諏訪地域の古墳。前方後円墳2基を含む計20基。
- 第十集団（尾筋支群）

三宅集落丘陵の上・下尾筋地域の古墳。前方後円墳5基を含む計18基。
- 第十一集団（鳥子支群）

三宅丘陵南部の沖積層である鳥子地域に築かれた古墳。前方後円墳1基を含む計4基。

## 西都原台地上の主な古墳

### 男狭穂塚・女狭穂塚
男狭穂塚（おさほづか、175メートル）は日本最大の帆立貝形古墳。女狭穂塚（めさほづか、180メートル）は九州最大の前方後円墳。共に宮内庁陵墓参考地であり、特別史跡の指定範囲には含まれない。

### 姫塚（202号墳）
姫塚は「第1集団（第1-B支群）」の西端に位置する前方後円墳で、墳長50.2メートル、前方部幅30.8メートル、前方部高さ5.25メートル、後円部径28.4メートル、後円部高さ6.0メートルを測る。その形状の美しさから姫塚（ひめづか）と呼ばれ、周囲には周湟（周濠）が巡らされている。確認された埋葬主体は木棺直葬である。大正時代に発掘された30基のうちの一つで、直刀3本、刀子（とうす）1本、須恵器9個、ガラス製小玉、水晶製切子玉などが出土した。前方部の発達具合や大正年間の発掘の際の出土品から築造年代は6世紀初頭（古墳時代後期）と考えられている。

### 鬼の窟古墳（206号墳）

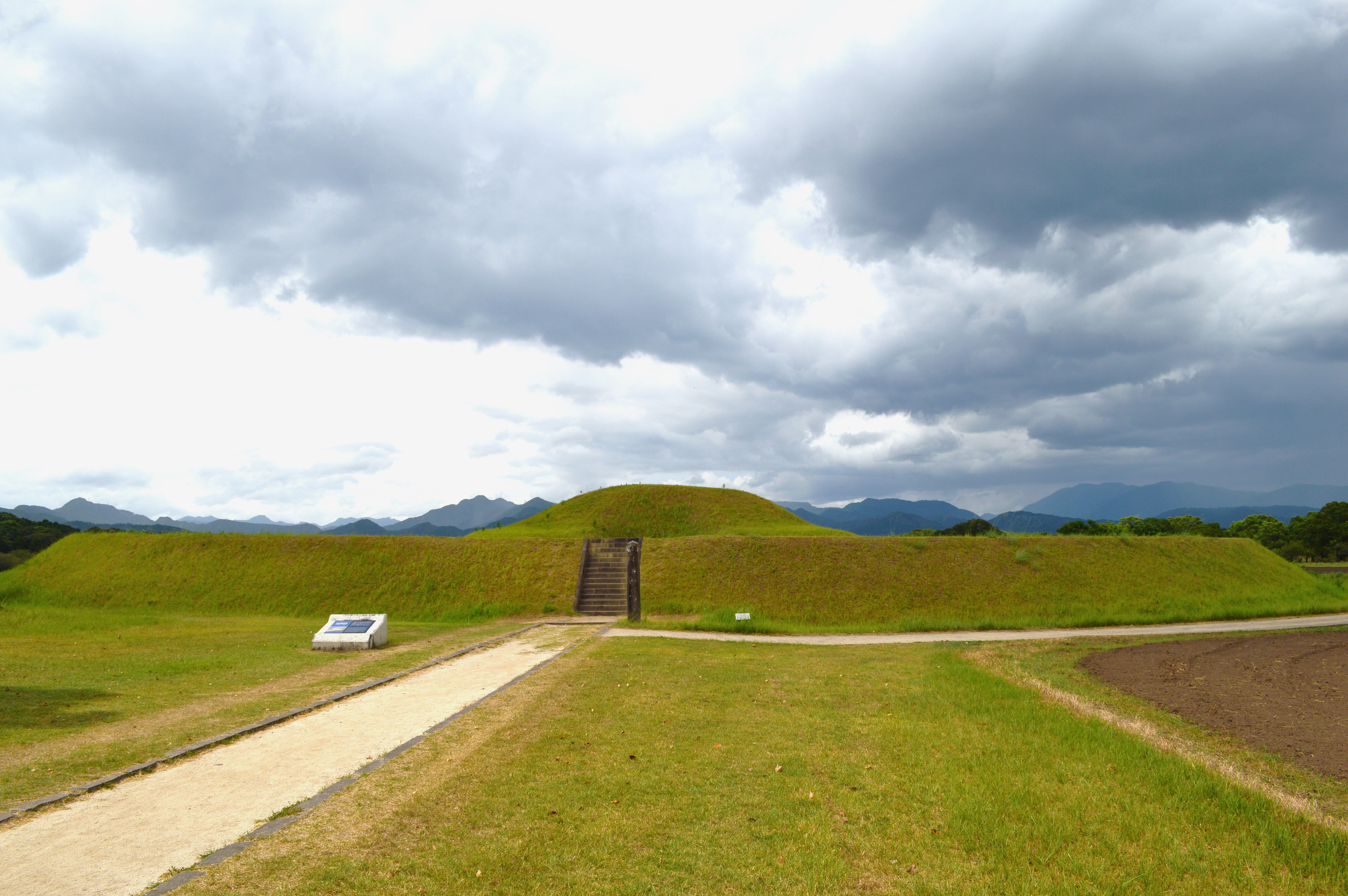
鬼の窟古墳

鬼の窟古墳（おにのいわやこふん）は西都原古墳群内で唯一、埋葬施設に横穴式石室を採用している古墳である。鬼が一夜で造りあげたとする伝説が残ることが名の由来となっている。石室入り口付近に生えていた楠により石室崩壊の危機にあったため、解体修復作業が行われ、その際同時に発掘調査が実施された。石室内の水を排出するための暗渠の存在や土塁が完全に古墳を一周していたこと、追葬が行われていたことなどが明らかとなった。古墳の周囲に土塁を巡らしているのは中華人民共和国・朝鮮半島ではよく見られるが、国内では石舞台古墳が類似するのみで、関係が注目される。

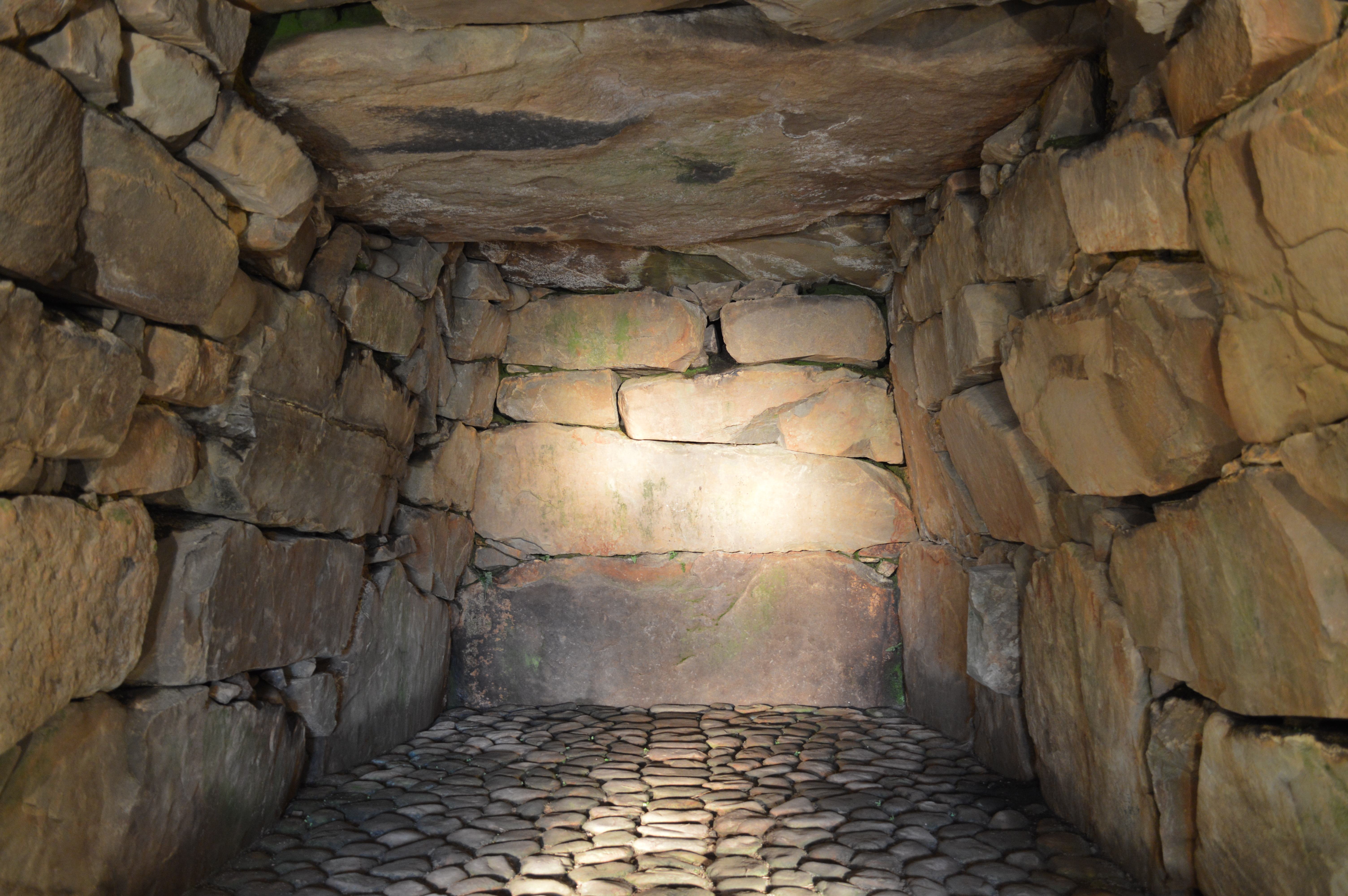
鬼の窟古墳石室

### その他
13号墳、35号墳、56号墳、72号墳、81号墳、100号墳、169号墳（飯盛塚）、170号墳（雑掌塚）、171号墳、173号墳、265号墳

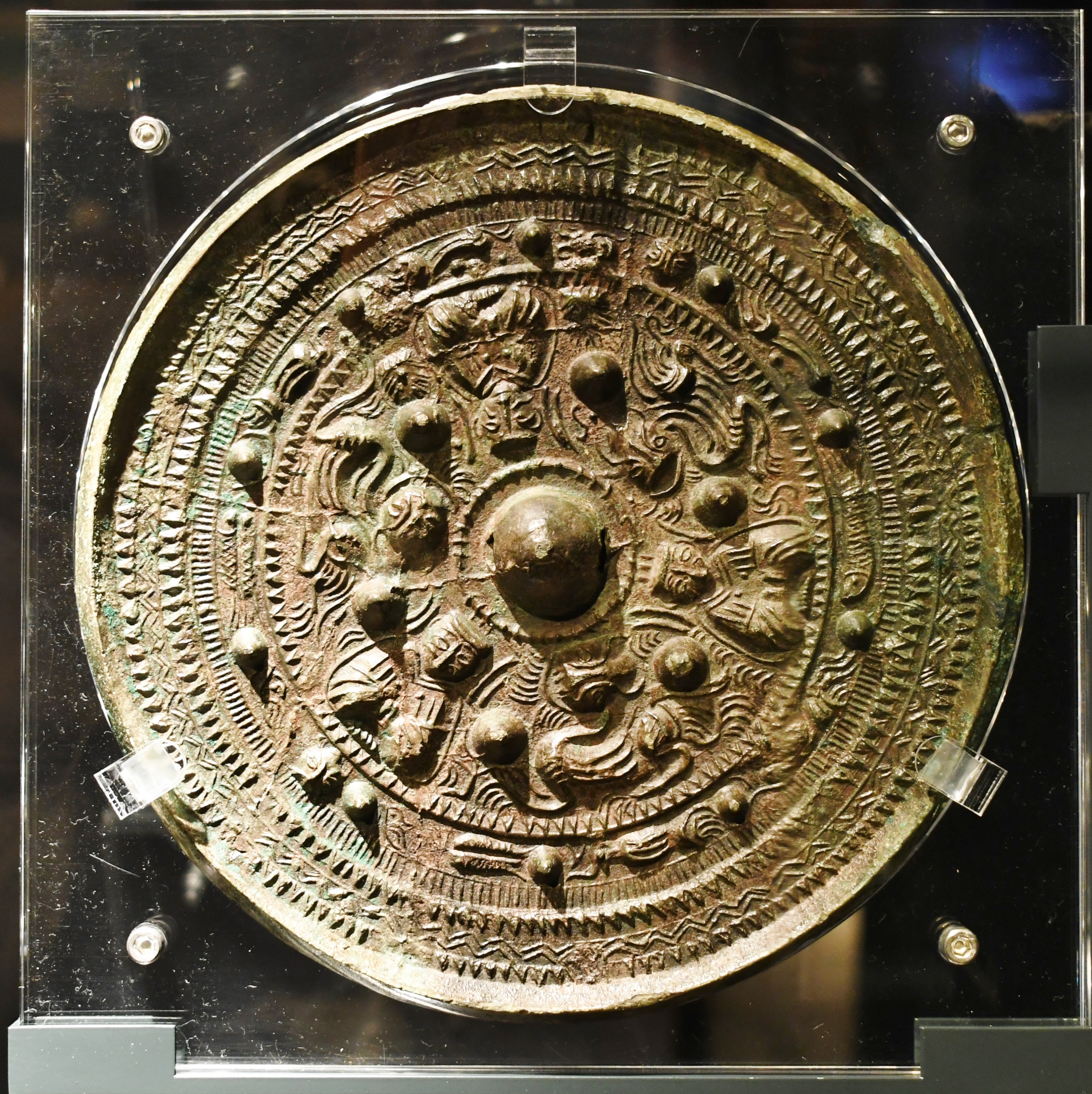
13号墳 三角縁獣帯三神三獣鏡 宮崎県立西都原考古博物館展示。
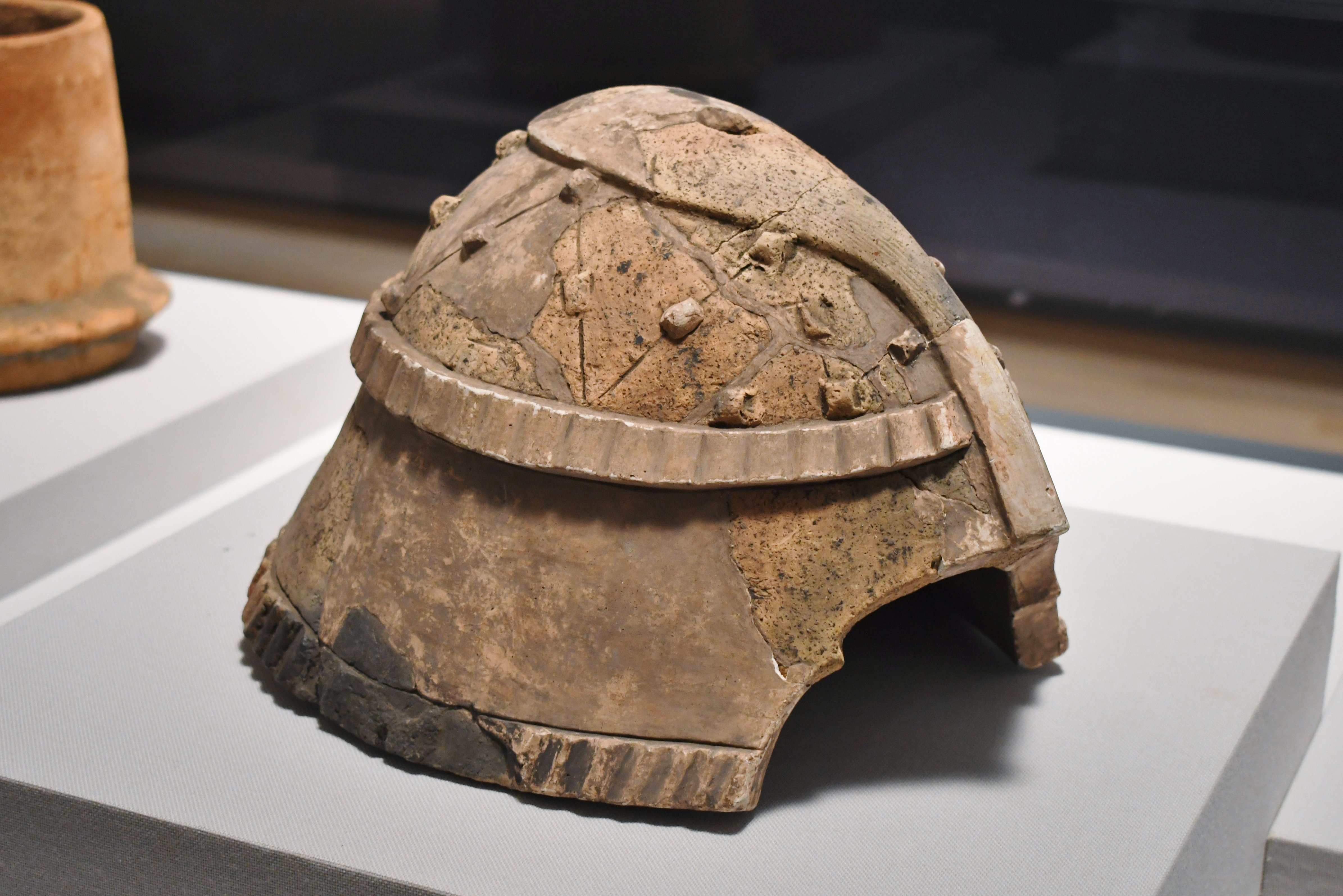
169号墳 衝角付冑形埴輪 東京国立博物館展示。
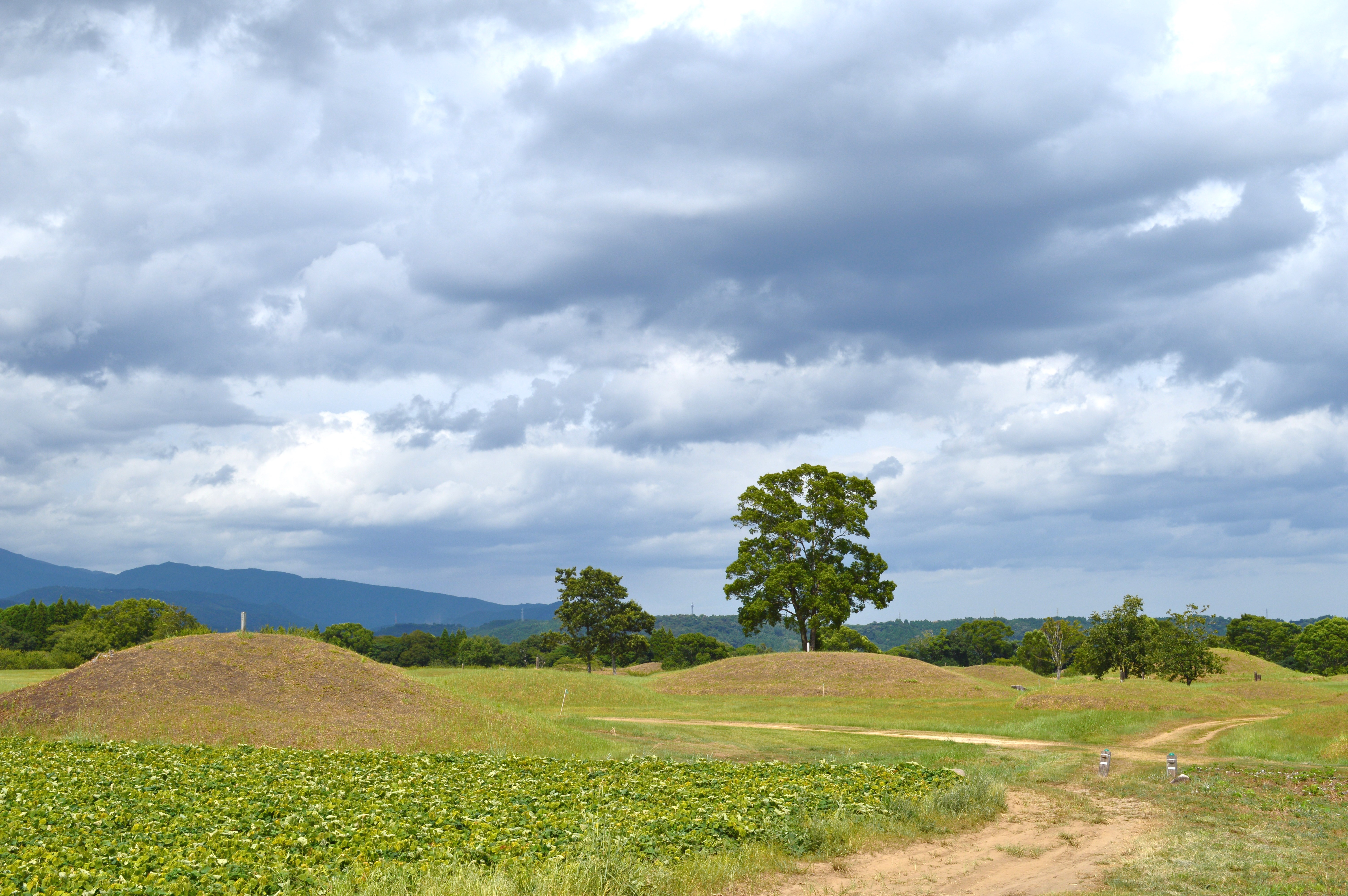
第3古墳群
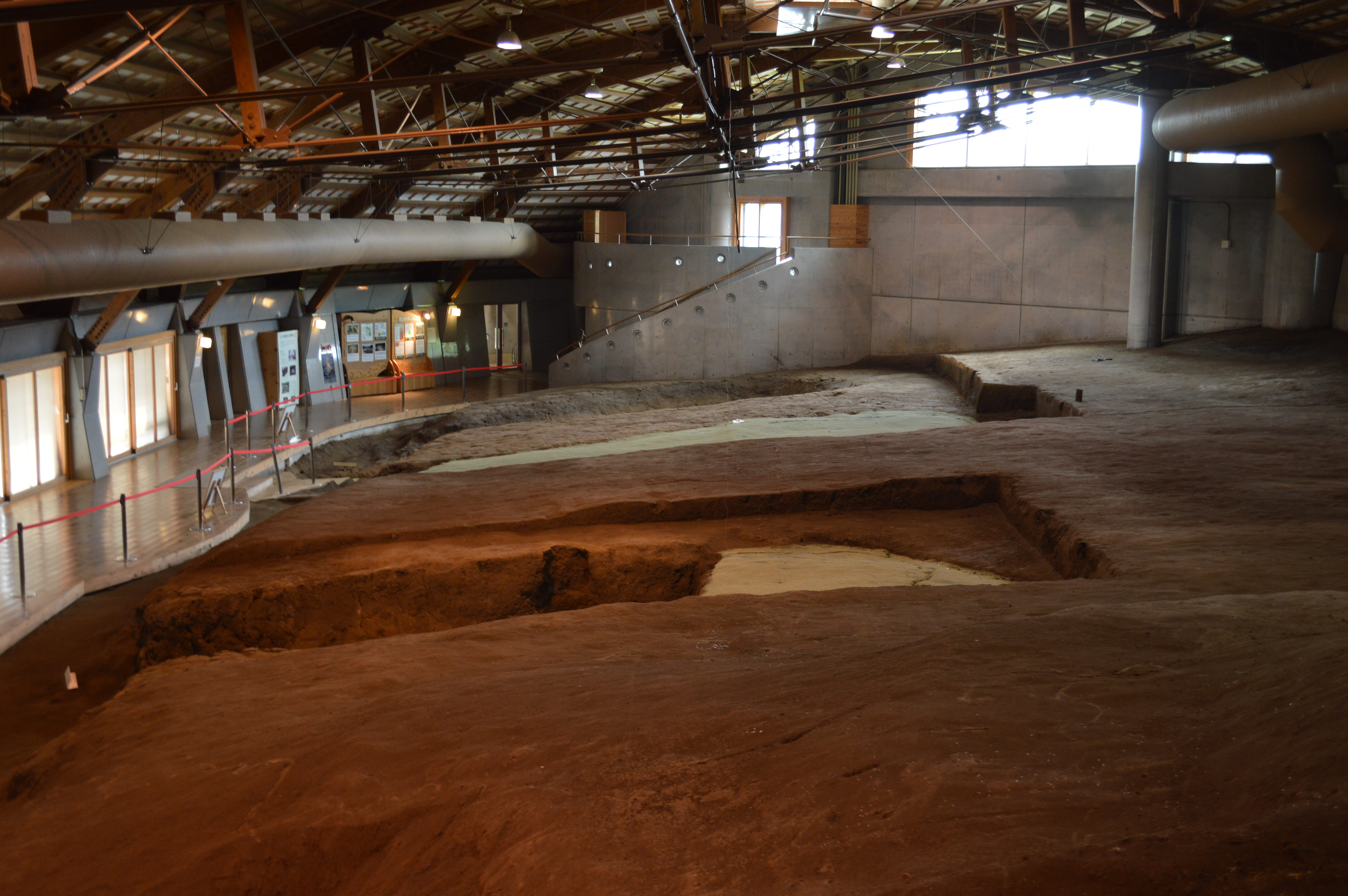
酒元ノ上横穴墓群

## 文化財

### 国の特別史跡
- 西都原古墳群
1934年（昭和9年）5月1日、国の史跡に指定[7]。
1952年（昭和27年）3月29日、国の特別史跡に指定[7]。
1972年（昭和47年）9月7日、1997年（平成9年）3月6日、1998年（平成10年）9月2日、2002年（平成14年）9月20日に特別史跡範囲の追加指定[7]。

### 重要文化財（国指定）

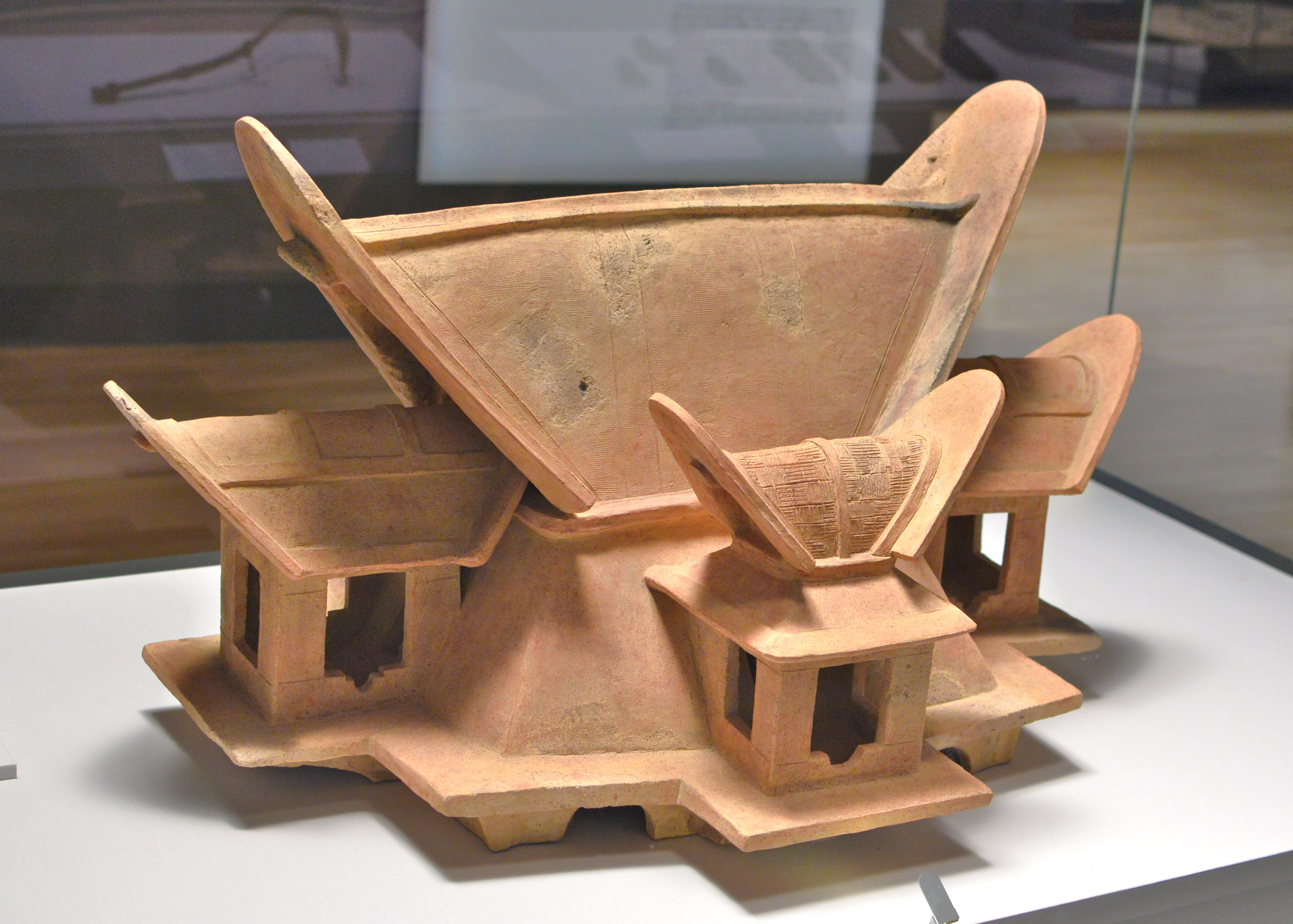
埴輪 子持家東京国立博物館展示。

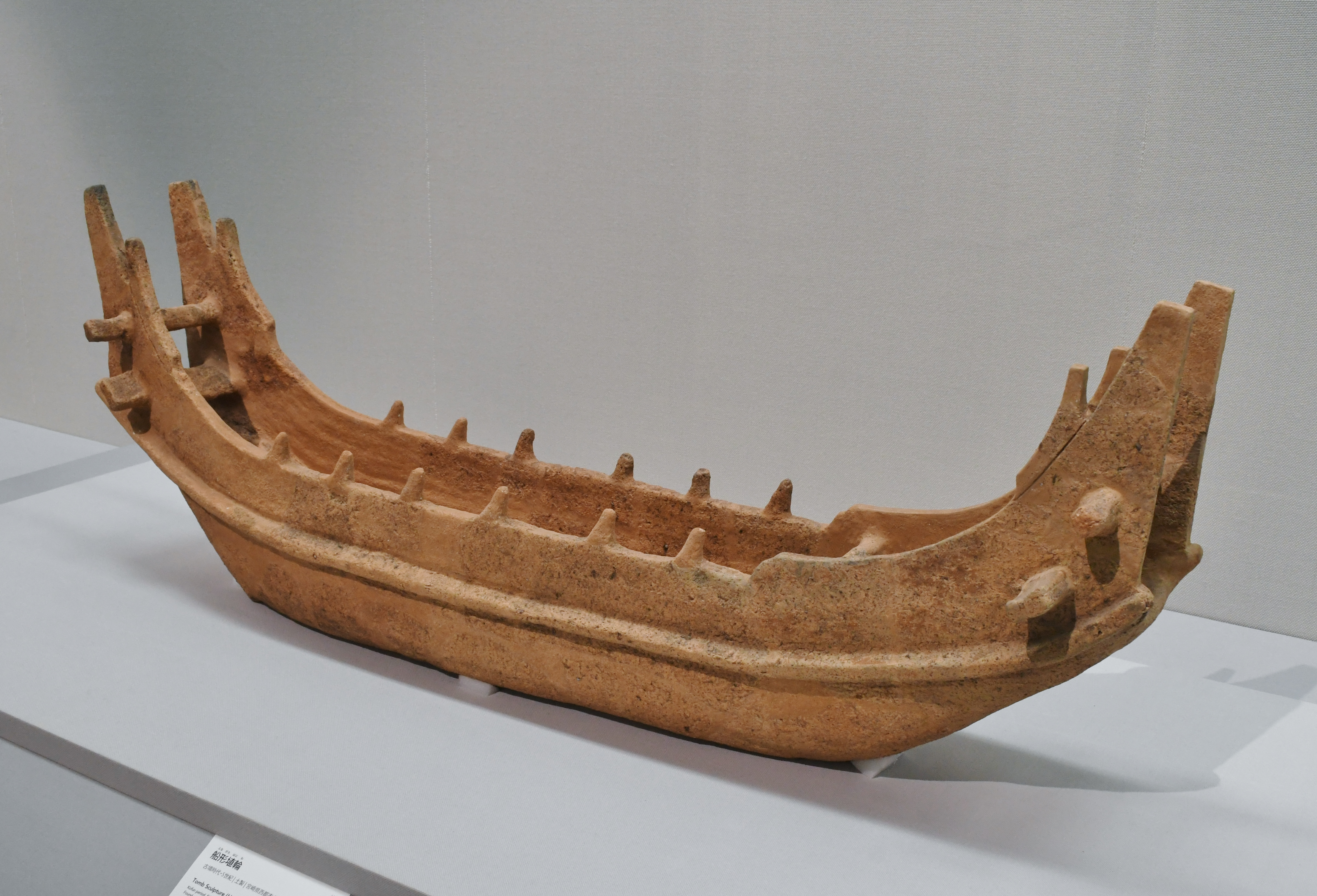
埴輪 船東京国立博物館展示。

- 埴輪家（考古資料） - 東京国立博物館保管。1958年（昭和33年）2月8日指定[8]。
- 埴輪船（考古資料） - 東京国立博物館保管。1958年（昭和33年）2月8日指定[9]。

### 関連文化財
- 日向国西都原古墳出土金銅馬具類
国宝（考古資料）。指定名称に「西都原古墳出土」とあるが、実際には1897年（明治30年）頃の百塚原古墳群（西都原の西方）からの出土とされる。明細は以下。五島美術館（東京都）所蔵、宮崎県立西都原考古博物館にレプリカ所蔵。
1935年（昭和10年）4月30日に国宝保存法に基づく旧国宝（1950年の文化財保護法施行後は重要文化財）に指定、1956年（昭和31年）6月28日に文化財保護法に基づく国宝に指定[10]
  - 金銅鞍橋金具（くらぼねかなぐ）残闕 1背分
  - 金銅透彫杏葉（ぎょうよう）3枚
  - 金銅無地杏葉 4枚
  - 金銅透彫雲珠（うず）1箇
  - 金銅無地雲珠 1箇
  - 金銅透彫辻金物 9箇
  - 金銅無地辻金物 6箇
  - 金銅透彫散金物 16箇
  - 金銅透彫轡鏡板（くつわかがみいた）2箇
  - 金銅鉸具（かこ）1箇

## 関連施設

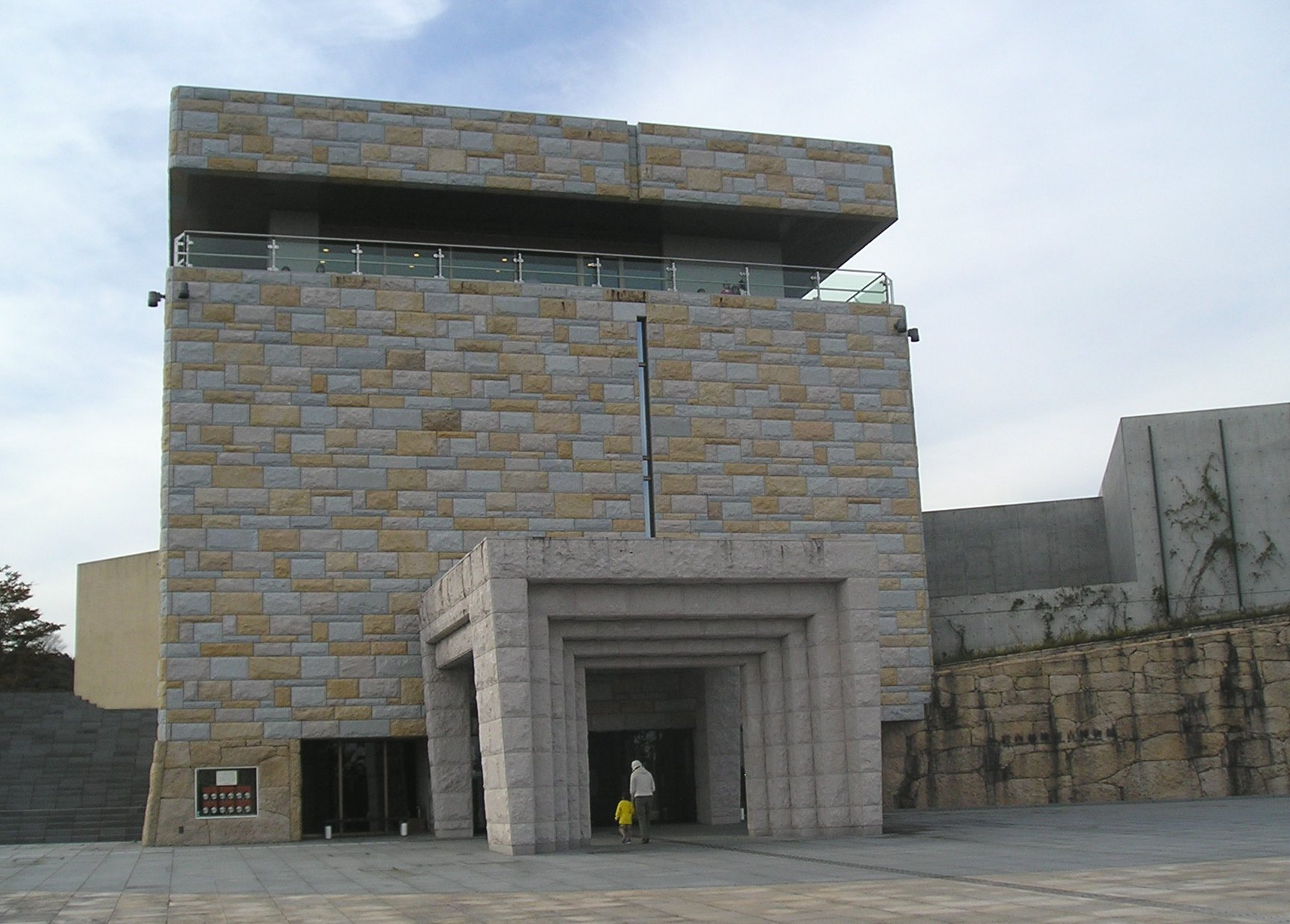
西都原考古博物館

- 宮崎県立西都原考古博物館
- 西都市歴史民俗資料館[11]

## 周辺の遺跡
- 日向国分寺
- 常心塚古墳
- 千畑古墳
- 児屋根塚古墳（茶臼原古墳群）
- 穂北横穴墓群
- 三納古墳群 - 松本塚古墳
- 三財古墳群
- 新田原古墳群